# Североавстралийская кошачья акула
Североавстралийская кошачья акула (лат. Hemiscyllium trispeculare) — вид рода индоавстралийских акул семейства азиатских кошачьих акул отряда воббегонгообразных. Они обитают в западной части Тихого океана на глубине до 50 м. Максимальный зарегистрированный размер 79 см. У этих акул удлинённое тело жёлто-коричневого цвета, покрытое многочисленными тёмными пятнами. Над грудными плавниками имеются характерные круглые отметины в виде «эполет». Они размножаются, откладывая яйца. Не представляют интереса для коммерческого рыбного промысла.

## Таксономия
Вид впервые научно описан в 1843 году. Голотип представляет собой взрослого самца длиной 57,6, пойманного на северо-западном побережье Австралии. Видовое название происходит от слов греч. τρείς  — «три», «трижды» и лат. speculum — «зеркало», «стекло».

## Ареал
Североавстралийские кошачьи акулы обитают в западной части Тихого океана у северного побережья Австралии (Северные Территории, Западная Австралия, Квинсленд) и у берегов Индонезии (Молуккские острова). Эти акулы встречаются на коралловых рифах, в том числе в приливных бассейнах, на глубине до 50 м.

## Описание
Капюшон на голове от рыла до жабр отсутствует. Вентральная поверхность головы ровного светлого цвета без отметин. Рыло до глаз покрыто мелкими тёмными пятнами. Чёрные «эполеты» над грудными плавниками крупные, в виде окантованных белым цветом «глазков», заднюю половину основной отметины окружают две вытянутые и изогнутые отметины. На плавниках и на теле нет белых пятен. Тело покрыто крупными и мелкими отметинами, образующими сложный сетчатый узор на светлом фоне. Грудные плавники имеют тонкую тусклую окантовку и покрыты тёмными пятнышками. Седловидными отметинами перекрещиваются на вентральной поверхности тела.

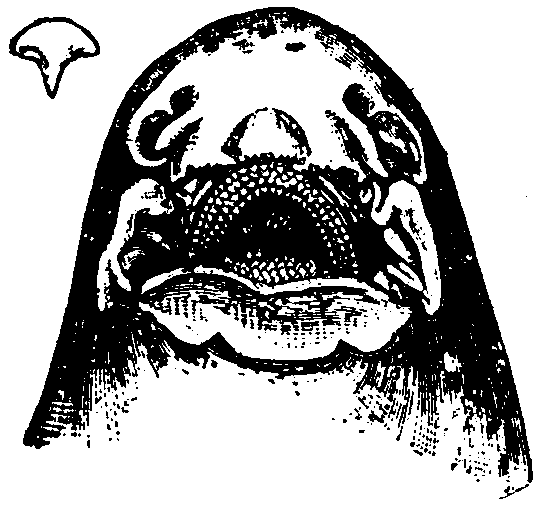
Вентральная поверхность головы североавстралийской кошачьей акулы.

У этих акул довольно удлинённое тонкое тело с коротким рылом, предротовое расстояние составляет менее 3 % длины тела. Глаза и окологлазничные гребни приподняты. Ноздри расположены на кончике рыла. Они обрамлены короткими усиками, длина которых менее 1,3 % длины тела. Рот расположен перед глазами и сдвинут ближе к кончику рыла. Нижние губные складки не соединяются на подбородке кожной складкой. Преджаберное расстояние составляет менее 13 % длины тела. Позади глаз имеются брызгальца. Дистанция между анальным отверстием и началом основания анального плавника свыше 38 % длины тела. Грудные и брюшные плавники толстые и мускулистые. Шипы у основания спинных плавников отсутствуют. Спинные плавники одинакового размера, сдвинуты назад. Основание первого спинного плавника расположено позади основания брюшных плавников. Хвостовой стебель очень длинный. Длинный анальный плавник расположен непосредственно перед хвостовым плавником. Хвостовой плавник асимметричный, удлинённый, у края верхней лопасти имеется вентральная выемка, нижняя лопасть неразвита.

## Образ жизни
Североавстралийские кошачьи акулы передвигаются по песку при помощи передних плавников. Рацион состоит из донных беспозвоночных и мелких рыб. Эти акулы размножаются, откладывая яйца. Максимальная зарегистрированная длина 79 см.

## Взаимодействие с человеком
Вид не является объектом коммерческого рыбного промысла. В качестве прилова может попадаться при коммерческом рыбном промысле. Вероятно, этих акул продают для содержания в аквариумах. Международный союз охраны природы присвоил этому виду статус сохранности «Вызывающий наименьшие опасения».